# Осада Куртре (1683)
Осада Куртре 31 октября — 6 ноября 1683 — операция французской армии маршала Юмьера в ходе войны присоединений.

## Война
В процессе обострения франко-испанского конфликта из-за сеньориальных прав на Люксембург Людовик XIV 31 августа распорядился ввести на территорию Испанских Нидерландов 20-тысячную армию маршала Юмьера, который приступил к грабежу сельской местности и сбору контрибуций. Штатгальтер Нидерландов маркиз ди Грана 12 октября приказал оказывать французским войскам вооруженное сопротивление, а 26 числа король Карл II формально объявил Франции войну.

## Осада
Маршал Юмьер, два месяца стоявший лагерем у Лессина, получив королевский приказ двигаться к Куртре, выступил 31 октября и прибыл в Рене. 1 ноября армия переправилась через Шельду и двинулась к Понтале. Той же ночью передовой отряд маркиза де Буфлера обложил Куртре, 2-го под его стены прибыла остальная армия и началось сооружение циркумвалационных линий.
После того как войска были распределены по осадным участкам, губернатор Куртре послал к маршалу трубача с просьбой «обозначить число отрядов, которые тот хочет провести перед крепостью». Юмьер в ответ посоветовал губернатору сдаться ради сохранения жизни горожан. Французский командующий совершил рекогносцировочный обход крепости в сопровождении принцев де Конти и де Ларош-сюр-Йона, графа де Вермандуа и ещё нескольких волонтеров, а затем известил губернатора о том, что в случае отказа от капитуляции крепость решено атаковать.
В ночь с 3-го на 4-е ноября траншеи были открыты с трех сторон. Первую атаку осуществляли полки французской и швейцарской гвардии под командованием генерал-лейтенанта графа де Молеврие, вторую — Пикардийский полк во главе с кампмаршалом графом де Брольи, третью (ложную), в направлении цитадели, вел генерал-лейтенант маркиз де Сурди. Принцы, герцог Нортумберлендский и ещё шестьдесят знатных волонтеров находились там же, несмотря на то, что из города вели сильный огонь, а луна ярко освещала осадный лагерь. Юмьер не мог заставить этих господ убраться подальше, а потому припугнул, заявив, что снимет осаду, если они не покинут линию огня, и доложит обо всем королю.
Испанцы позволили Пикардийскому полку беспрепятственно подвести траншею на 600—700 туазов, сосредоточив весь огонь против двух других атак. Работы продвигались столь быстро, что гвардейцы и пикардийцы соединили свои траншеи параллелью перед самым гласисом.
В четыре часа утра 4 ноября осаждающие послали сержанта с десятком людей осмотреть прикрытый путь. Часовой окликнул его и произвел выстрел, после которого из крепости открыли сильный огонь, стоивший французам потери около сотни человек на трех направлениях. Ранения получили шевалье д’Артаньян и де Комменж, господа де Периньи и де Ла-Трамбле, все гвардейские офицеры.
Утром 4 ноября городские магистраты решили капитулировать, и испанский гарнизон отступил в цитадель. Соглашение о сдаче было заключено на основе предыдущего, подписанного в 1667 году, когда Куртре сдался Людовику XIV во время Деволюционной войны.
В тот же день маршал приказал атаковать цитадель. Разместив солдат в окрестных домах и перегородив улицы, французы начали установку батарей. На рассвете 5 ноября пикардийцы начали обстрел из пяти орудий, поддержанных одной из мортир, успешно выпустившей несколько бомб. Кавалерия доставила фашины, и вечером была открыта траншея. Граф де Молеврие был дежурным генералом, месье д’Авежан командовал первым батальном гвардейцев, а маркиз д’Аркур - первым батальоном пикардийцев. Работы продвинулись так близко к палисаду, что на следующий день французы были в состоянии расположиться у равелина. Неприятель, видя, что два его равелина атакованы со стороны города, мост опущен и проделана значительная брешь, понял, что ночью французы пойдут на штурм, и объявил о сдаче, выслав заложников. Так как время было позднее, гарнизон во главе с губернатором маркизом де Варгёви (Varguevy) с положенными воинскими почестями покинул крепость на следующий день и ушел в Гент.
В Куртре был оставлен командовать маркиз д’Юксель с Овернским и одним из швейцарских гвардейских полков. Эта осада стоила французам двухсот тридцати солдат и ещё несколько офицеров было ранено, в том числе швейцарский капитан Дюмениль, инженер дю Пюи-Вобан, корабельный майор д’Отревиль и один лейтенант.

## Последствия
После этого маршал выступил на осаду Диксмёйде, но тамошний командир сразу же сообщил, что сдается по просьбе городских магистратов (10 ноября). По словам Анри Пиренна, гарнизон Диксмёйде состоял из семнадцати спешенных кавалеристов и сдался по первому требованию. Юмьер поставил в этой крепости французский отряд, после чего распустил войска на зимние квартиры.
Граф де Вермандуа в ходе осады заболел, о чём тогда же сообщала своим читателям La Gazette, и умер в Куртре через несколько дней после взятия города.
Пиренн пишет, что Куртре «открыл ворота с такой быстротой, что осаждавшим было немного стыдно за осажденных». Mercure galant в декабре 1683 поместил в своем выпуске незамысловатые вирши на взятие Куртре и Диксмёйде, восхвалявшие победы короля и упрекавшие его противников, «утративших навык в Марсовом ремесле».
В память об этой победе была выпущена медаль, на реверсе которой Марс предъявлял Испании мирный договор, с легендой Mars jus negatum repetens (Марс утверждает справедливость, в которой было отказано) и внизу Curtracum et Dixmuda captæ (Куртре и Диксмёйде взяты). MDCLXXXIII.

## Комментарии
1. ↑  Vous gagnez bien, fiers Ennemis,

A résister au Grand LOUIS.

Pour des Chasteaux, il prend des Villes.

Dans le mestier de Mars vous n’estes plus habiles.

Vous devez, pour joüir d’un paisible repos,

Accorder tout à ce Héros.

Contre un si grand Vainqueur on tâche à se défendre,

Mais à la fin il faut se rendre.

Je vous ay bien dit que son Bras

Vous feroit encor du fracas,

Quand son coup impréveu nous attira des larmes.

Croyez-moy, mettez bas les armes,

Ou bien craignez tout aujourd’huy

D’un Roy qui voit Thémis & Bellone pour luy.
 (T. 14, pp. 5—6)